# Pteronymia nepiscada
Pteronymia nepiscada är en fjärilsart som beskrevs av Richard Haensch 1905. Pteronymia nepiscada ingår i släktet Pteronymia och familjen praktfjärilar. Inga underarter finns listade.

## Bildgalleri

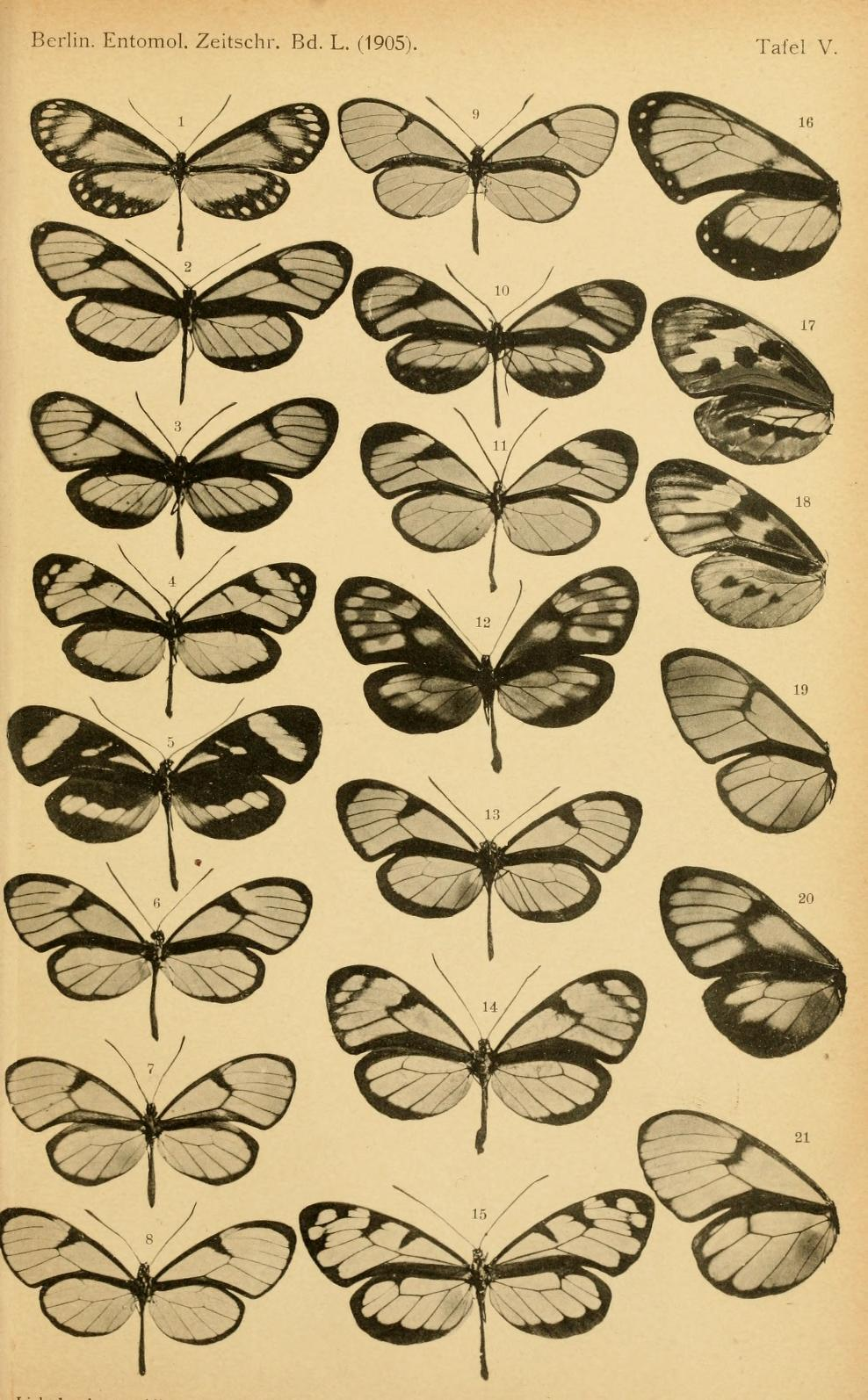